# Stora Vångasläkten

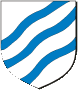
Vångavapnet.

Stora Vångasläkten är namnet på en uppdiktad medeltida frälseätt, som hävdades vara ursprung för ätterna Strömfelt, Appelbom, Fägerstierna och Igelström. De delarna uppdiktades redan på 1600-talet men fortsatte senare att broderas ut, uppgifterna fortsatte att föra vidare i olika former av geneologisk litteratur långt in på 1900-talet.
Häradshövdingen Anders Haraldsson Appelbom (1576–1649) hävdade att hans far hette "Harald Månsson af Stoor Wånga". Ingenstans antydde han att det skulle handla om någon frälseman. Däremot hävdade Appelbom att hans mor hetat Ragnhild Svensdotter och varit dotter till en adelsman i Västervånga, Norra Vånga socken. I själva verket hette hon, som Jan Liedgren senare visat, Ragnhild Jonsdotter och var dotter till frälsemannen Jon Svensson, anfader till släkten Lind af Hageby. Det visar att Anders Appelbom hade dåliga kunskaper om sina egna anor. Uppgiften att ätten Appelbom skulle härstamma från en frälsesläkt dyker upp första gången i sköldebrevet för friherrliga ätten Appelbom 1719, där förekommer också första gången uppgiften om att den skall ha fört ett vapen bestående av tre rinnande strömmar. 1754 förekommer uppgifterna ytterligare utbroderade von Stiernmans adelsmatrikel och där hävdas för första gången att ätterna Strömfelt, Appelbom, Fägerstierna och Igelström alla skall härstamma från denna "Stora Vånga"-släkt. I själva verket finns inget konstaterat släktskap mellan dessa släkter. Uppgifterna om släkten vann spridning genom att den av Peter Wieselgrens infogades i Biographiskt lexicon 1855, Gabriel Anrep upprepades i Svenska adelns ättartaflor och i Svenska slägtbokens artikel om släkten Fegræus 1871. När Fredrik Ulrik Wrangel och Otto Bergström tillät i Svenska adelns ättar-taflor ifrån 1857 år 1900 ett visst ifrågasättande av uppgifterna som saknade källor, men ännu i Svenskt biografiskt lexikons band om ätten Appelbom 1920 förekommer uppgifterna om Stora Vånga-släkten. Gustaf Elgenstierna upprepar också informationen i sin artikel som ätten Appelbom i första bandet av Den introducerade svenska adelns ättartavlor 1925, något som även upprepades i band 4 om ätten Igelström 1928. I band 7 som utkom 1932 hade Elgenstierna dock börjat med kritiskt granska uppgifterna, och dömde ut de äldre släktleden, bland annat kunde han konstatera att han en av de påstådda anfäderna dött barnlös. Han uteslöt dock inte ett samband mellan de fyra släkterna. Uppgifterna om Stora Vångasläkten fortsatte dock att spridas i litteratur och i Svenska män och kvinnors band om släkten Fegræus 1944 upprepas de på nytt. Framför allt var det genom Jan Liedgrens utredning av uppgifterna i Personhistorisk tidskrift 1949 denna släkts existens slutligen kunde vederläggas.